# Wuzenfelsen
Der Wuzenfelsen ist ein 13,5 Hektar großes teils zur Stadt Hemau, teils zur Gemeinde Deuerling gehörendes Naturschutzgebiet 1,5 Kilometer westlich von Heimberg im Landkreis Regensburg, Bayern.
Das Naturschutzgebiet umfasst den Wuzenfelsen mit naturnahem Mischwald, Saumgesellschaften, Resten von ehemals genutzten Halbtrockenrasen und Steppenheidenbereichen.